# 多饒·喬治街猶太會堂

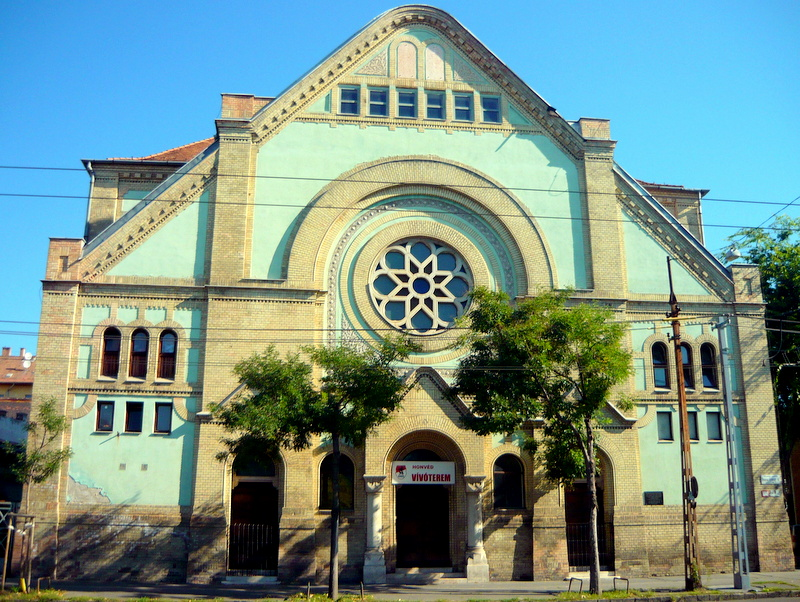

多饒·喬治街猶太會堂（The Dózsa György Street Synagogue）是匈牙利首都布達佩斯的一座建築。這座建築最初作為猶太會堂使用，現在則是一個擊劍場地。猶太會堂始建於1907年，在1909年竣工。